# Juchique de Ferrer
Juchique de Ferrer là một đô thị thuộc bang Veracruz, México. Năm 2005, dân số của đô thị này là 16360 người.